# Po baram
| Recensione | Giudizio |
| ---------- | -------- |
| InterMedia | 7/10     |

Po baram (in russo По барам?) è un singolo della cantante ucraina Anna Asti, pubblicato il 3 giugno 2022 come terzo estratto dal primo album in studio Feniks.

## Video musicale
Il video musicale, diretto da Vasilij Kozar', è stato reso disponibile l'11 giugno 2022.

## Tracce
Testi e musiche di Dmitrij Loren.
1. Po baram – 3:58

## Classifiche

### Classifiche settimanali
| Classifica (2022-23) | Posizione massima |
| -------------------- | ----------------- |
| Bielorussia          | 39                |
| Kazakistan           | 11                |
| Moldavia             | 4                 |
| Russia               | 11                |

### Classifiche di fine anno
| Classifica (2022) | Posizione |
| ----------------- | --------- |
| Russia            | 121       |
| Classifica (2023) | Posizione |
| Bielorussia       | 100       |
| Kazakistan        | 13        |
| Moldavia          | 8         |
| Classifica (2024) | Posizione |
| Kazakistan        | 50        |
| Moldavia          | 126       |
| Russia            | 196       |

### Classifiche di fine decennio
| Classifica (2020-29) | Posizione |
| -------------------- | --------- |
| Kazakistan           | 57        |
| Moldavia             | 29        |